# Xylopassaloides
Xylopassaloides es un género de coleóptero de la familia Passalidae.

## Especies
Las especies de este género son:
- Xylopassaloides chortii
- Xylopassaloides moxi
- Xylopassaloides pereirai
- Xylopassaloides pterocavis
- Xylopassaloides schusteri